# Scandale
Scandale – miejscowość i gmina we Włoszech, w regionie Kalabria, w prowincji Crotone.
Według danych na rok 2004 gminę zamieszkiwało 3179 osób, 60 os./km².